# Philipp I. (Makedonien)
Philipp I. (altgriechisch Φίλιππος Phílippos) war der Sohn des Argaios und wurde nach diesem König von Makedonien. Er herrschte ca. 621 bis 588 v. Chr. (nach älteren Angaben von 640 bis 602).
Entgegen der Angabe des Junianus Justinus, der berichtet, Philipp wäre sehr früh gestorben, bezeugen die antiken Königslisten eine Regierungszeit zwischen 26 und 39 Jahren. Sein Nachfolger wurde sein Sohn Aeropos.